# Protorosaure

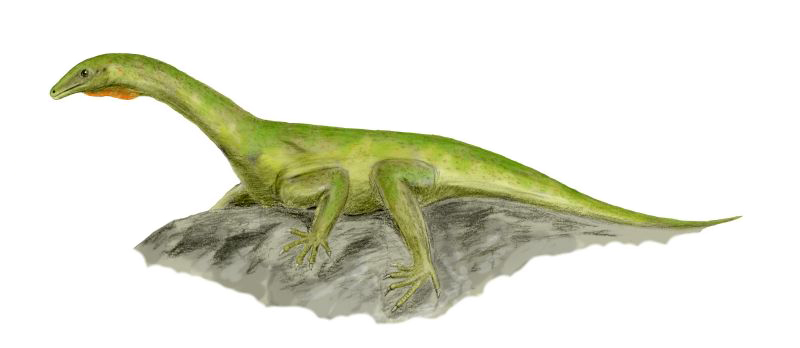
Dibuix que representa un Protorosaurus speneri.

Els protorosaures (Protorosaurus) són un gènere de sauròpsids (rèptils) de l'ordre Prolacertiformes. És el arcosauromorf més primitiu que es coneix. Va viure a finals del període Permià a Alemanya i arribava a tindre dos metres de llargària.
En 1914, Lawrence Lambe va trobar un nou dinosaure ceratopsià al que també va anomenar Protorosaurus ('anterior a Torosaurus'). Quan Lambe es va assabentar que aquest nom ja havia sigut emprat, el va canviar de nom a Chasmosaurus.
Al Geoparc de Paleorrota, a Rio Grande do Sul, al Brasil, es van trobar tres vèrtebres i alguns ossos més d'aquest animal.
Els protosaures feien uns dos metres de llargària, i era un animal prim paregut als llangardaixos, amb el coll i les potes llargues. El seu cos suggereix que era de moviments ràpids, encara que s'alimentava principalment d'insectes. Estava emparentat amb els Czatkowiella que visqueren a la zona on es troba Polònia, a l'Oleniokià, al Triàsic Inferior.